# Vladislav 2. Jagello af Polen
Jogaila, senere Vladislav 2. Jagiełło (Polsk udtale: [vwadɨˈswaf jaˈɡʲɛwːɔ] ( lyt)) (ca. 1352/1362 – 1. juni 1434) var storfyrste af Litauen (1377–1434) og konge af Polen (1386–1434), først sammen med sin kone Jadwiga 1399 og derefter som enehersker over Polen. Han regerede i Litauen fra 1377. Jogaila var født som hedning, men konverterede i 1386 til kristendommen og blev døbt Vladislav i Kraków, gift med den unge dronning Jadwiga, og kronet til konge af Polen som Vladislav 2. Jagiełło. I 1387 kristnede han Litauen. Han regerede alene i Polen fra 1399, da dronning Jadwiga døde, og de næsten 35 år, hvor han grundlagde den flere århundrede lange polsk-litauiske realunion. Han var et medlem af det polske jagielloniske dynasti, der bærer hans navn, og som i storfyrstendømmet Litauen tidligere var kendt som Geminid-dynastiet. Dynastiet herskede over begge stater til 1572, og blev et af de mest indflydelsesrige dynastier i den sene middelalder og tidlige moderne tid i det centrale og østlige Europa. Under hans regering var den polsk-litauiske stat den største i den kristne verden.
Jogaila var den sidste hedenske hersker i det middelalderlige Litauen. Efter han blev konge af Polen, som resultat af Krevo-unionen, konfronterede den nydannede polsk-litauiske union den Tyske Ordens voksende magt i Den store krig. Efter at have vundet slaget ved Tannenberg i 1410 fik Polen gennem Freden i Thorn sikret de polske og litauiske grænser. Det blev befgyndelsen til den polsk-litauiske alliances rolle som en større europæisk magt. I Vladislav 2 Jagiełłos regeringstid begyndte Polens guldalder.

## Tidlige liv

### Litauen
Der vides ikke meget om Jogailas tidlige liv, og selv hans fødeår er uvist. Tidligere har historikere formodet, at han blev født i 1352, men nyere forskning peger på omkring 1362. Han var efterkommer af Geminiderne og blev sandsynligvis født i Vilnius. Han forældre var Algirdas, storfyrste af Litauen, og dennes anden kone, Uljana, datter af storfyrsten af Tver Alexander 1.
Storfyrstendømmet Litauen, som tilfaldt Jogaila som storfyrste 1377, var en politisk entitet, der bestod af to centrale, men meget forskellige nationaliteter og to politiske systemer: etniske litauere i nordvest og de store ruteniske territorier fra det tidligere Kijevrige bestående af de områder, der i dag er Ukraine, Hviderusland og dele af det vestlige Rusland. Til at begynde med regerede Jogaila — ligesom hans far før ham — primært de sydlige og østlige litauiske territorier, mens hans onkel, Kęstutis, hertug af Trakai, fortsatte med at regere den nordvestlige region. Jogailas overtagelse af storfyrstetitlen kom dog til at sætte dette dobbelt-hersker-system under pres.
I begyndelsen af sin regeringstid var Jogaila travlt optaget af opstande i de gamle Kijevrige-områder. I 1377–1378 undsagde Algirdas' ældste søn, og Jogailas halvbror, Andrej af Polotsk, Jogailas autoritet og søgt selv at blive storhertug. I 1380 allierede Andrej og en anden bror, Dmitrij, sig med fyrst Dmitrij af Moskva mod Jogailas alliance med emir Mamai, der de facto var khan af Den Gyldne Horde. Da de to hære stødte sammen i Slaget ved Kulikovo, kom Jogailas styrker for sent til at kunne assistere sin allierede, og hans tropper nåede kun periferien af slagmarken, hvilket førte til, at Mamais hær led nederlag til fyrst Dmitrij efter en drabelig kamp, der kostede begge sider stort. Moskovitternes pyrrhiske sejr over Den Gyldne Horde kom til at markere begyndelsen på Storfyrstendømmet Moskvas langsomme opstigen til en stærk regional magt, som i det næste århundrede kom til at udgøre den mest alvorlige rival og trussel til Litauen. I 1380 var Moskva dog stærkt svækket efter de enorme tab i kampen, og Jogaila var derfor fri til samme år at begynde en kamp med Kęstutis om kontrollen med Litauen.
I den nordvestlige del af riget var Litauen plaget af konstante invasioner fra Den Tyske Orden — en ridderorden, der blev grundlagt efter 1226 for at bekæmpe og omvende de hedenske baltiske stammer gammelpreusserne, jotvingerne og litauerne. I 1380 vedtog Jogaila og Den Tyske Ordens stormester Winrich von Kniprode i al hemmelighed Daudisk-traktaten, der var rettet mod Kęstutis. Da Kęstutis opdagede planen, førte det til udbruddet af den litauiske borgerkrig. Kęstutis indtog Vilnius, væltede Jogaila og udråbte sig selv til storfyrste. I 1382 rejste Jogaila en hær af sin fars vasaler og mødte Kęstutis tæt på Trakai. Jogalia narrede Kęstutis og hans søn Vytautas til at komme til Jogailas lejr for at forhandle, men tog dem begge til fange, da de ankom og indespærrede dem i Krevaslottet, hvor Kęstutis blev fundet død, sandsynligvis myrdet, en uge senere. Vytautas undslap og flygtede til Den Tyske Ordens fort Marienburg, hvor han blev døbt Wigand.
Jogaila formulerede herefter Dubysa-traktaten, som belønnede Ordenen for deres hjælp til at besejre Kęstutis og Vytautas ved at love omvendelse og at tildele Ordenen Žemaitija vest for Dubysa-floden. Jogaila ratificerede dog aldrig traktaten, hvilket fik Ordenen til at invadere Litauen i sommeren 1383. I 1384 blev Jogaila forsonet med Vytautas og lovede at returnere hertugdømmet Trakai til ham. Det førte Vytautas til at vende sig mod Ordenen og angribe og plyndre flere preussiske slotte.

### Dåb og vielse
Jogailas russiske mor Uliana af Tver anbefalede ham at gifte sig med Sofia, hvis far fyrst Dmitrij af Moskva, dog krævede at han først skulle konvertere til ortodoksien. Den mulighed ville dog næppe stoppe Den Tyske Ordens korstog mod Litauen, da Ordenen anså ortodokse kristne som skismatikere og ikke meget bedre end hedninge. Jogaila accepterede et polsk tilbud, der indebar at han konverterede til katolicismen og giftede sig med den 11-år-gamle dronning Hedvig af Polen. Lillepolens adelige havde flere grunde til at komme med dette forslag: De ønskede at neutralisere Litauen som en trussel og at sikre de frodelige territorier i fyrstendømmet Galicien-Volhynien. De så det derudover som en mulighed for at øge deres egne privilegier og undgå indflydelse fra hertugdømmet Østrig via Hedvigs tidligere forlovede, hertug Vilhelm af Østrig.
Jogaila bekræftede sine ægteskabsløfter 14. august 1385 i Kreva slot i det, der blev kendt som Krevo-unionen. Blandt ægteskabsløfterne var konvertering til kristendom, tilbagelevering af lande "stjålet" fra Polen af dets naboer samt terras suas Lithuaniae et Russiae Coronae Regni Poloniae perpetuo applicare, en klausul som historikere læser som alt fra en personalunion mellem Litauen og Polen til en total inkorporering af Litauen i Polen. Aftalen ved Krevo er blevet beskrevet som både fremsynet og desperat.
Jogaila blev døbt i Wawel-katedralen i Kraków 15. februar 1386 og anvendte nu formelt navnet Vladislav eller latinske varianter heraf. Brylluppet fandt sted tre dage senere og 4. marts 1386 blev Jogaila kronet kong Vladislav af ærkebiskop Bodzanta. Han blev også juridisk adopteret af Hedvigs mor, Elisabeth af Bosnien, så han kunne beholde tronen i tilfælde af Hedvigs død. Den kongelige dåb udløste konvertering af størstedelen af Jogailas hof og adel samt massedåb i Litauens floder. Det blev begyndelsen på den endelige kristning af Litauen. Kongens konvertering og dens politiske implikationer skabte vedvarende forandring i både Litauens og Polens historie.

## Hersker af Litauen og Polen

### Tiltrædelse
Vladislav 2. Jagiello og dronning Hedvig regerede sammen; og selvom Hedvig sandsynligvis ikke havde meget reel magt, deltog hun aktivt i Polens politiske og kulturelle liv. I 1387 ledte hun to vellykkede militærekspeditioner til Røderusland, genvandt land som sin far Ludvig 1. af Ungarn havde overført fra Polen til Ungarn og sikrede sig tribut fra Petru 1. af Moldova. I 1390 forhandlede hun personligt med Den Tyske Orden. Hoveddelen af det politiske ansvar tilfaldt dog Jagiello, mens Hedvig ofte tog del i kulturelle og velgørende aktiviteter, som hun stadig hyldes for.
Snart efter Jagiellos tiltræden som polsk regent tildelte han Vilnius et privilegium meget lig Krakóws baseret på Magdeburgrettighederne; og Vytautas udstedte et privilegium til en jødisk kommune i Trakai på næsten de samme betingelser som privilegier udstedt til Polens jøder under Bolesław den Fromme og Kasimir den Store. Vladislavs forening af de to juridiske systemer var til at begynde med delvis og ustabil, men kom til at få varig betydning. Da Lublinunionen fandt sted i 1569, var der ikke længere synderlig forskel på Litauen og Polens administrative og juridiske systemer.
Under Jagiellos styre blev katolicismen fremmet i Litauen på bekostning af ortodoksien; i 1387 og 1413 blev litauiske katolske boyarer tildelt særlige juridiske og politiske privilegier, der ellers blev nægtet ortodokse boyarer. Efterhånden som denne proces tog til, blev den fulgt af en voksende Rus' og litauisk identitet i det 15. århundrede.

### Udfordringer
Jagiellos dåb stoppede ikke Den Tyske Ordens korstog mod Litauen - Ordenen påstod at hans konvertering var svindel, muligvis endda kættersk, og fornyede deres angreb under påskud af, at der fortsat befandt sig hedninge i Litauen. Ordenen begyndte dog at få sværere og sværere ved at retfærdiggøre et korstog og blev samtidigt stillet over for en eksistentiel trussel i form af kongeriget Polen og en reelt kristen litauisk alliance. Vladislav støttede oprettelsen af bispedømmet Vilnius under biskop Andrzej Wasilko, Elisabeth af Ungarns tidligere skriftefader. Bispesædet omfattede Žemaitija, der dengang hovedsageligt blev kontrolleret af Den Tyske Orden, og blev underlagt Stolen i Gniezno i modsætning til Ordenens Stol i Königsberg. Denne beslutning forbedrede næppe Vladislavs forhold til Ordenen, men skabte et tættere bånd mellem Litauen og Polen, og lod den polske kirke assistere sin litauiske modpart frit.
I 1389 kom Vladislavs styre i Litauen under fornyet pres fra Vytautas, som foragtede den magt, som var givet til Skirgaila i Litauen på bekostning af hans egen arv. Vytautas indledte en borgerkrig i Litauen for at vinde storhertugtitlen til sig selv. 4. september 1390 belejrede Vytautas' styrker i samarbejde med Ordenens stormester, Konrad von Wallenrode, byen Vilnius, som blev styret af Vladislavs regent Skirgaila, med en samlet styrke af polske, litauiske og rutenske tropper. Selvom Ordenen ophævede belejringen af borgen efter en måned, lykkedes det dem at reducere meget af den ydre by til ruiner. Denne blodige konflikt blev midlertidigt stoppet i 1392 med Ostrów-traktaten, hvorved Vladislav overdrog regeringen af Litauen til sin fætter mod at få fred: ifølge traktaten skulle Vytautas herske over Litauen som storhertug (magnus dux) til sin død, underlagt overhertugen (dux supremus) i form af den polske monark. Skirgaila blev flyttet fra hertugdømmet Trakai og blev fyrste af Kijev. Vytautas accepterede denne status, men begyndte dog snart efter at søge Litauens uafhængighed fra Polen.
Perioden med krig mellem Litauen og Den Tyske Orden endte 12. oktober 1398 med Salynas-traktaten, navngivet efter den ø i Nemanfloden, hvor den blev underskrevet. Ifølge traktaten skulle Litauen afgive Žemaitija og assistere Den Tyske Orden i en kampagne for at erobre Pskov, mens Ordenen til gengæld ville assistere Litauen i en kampagne for at erobre Novgorod. Kort efter blev Vytautas kronet som konge af den lokale adel, men året efter blev hans og hans allierede, Khan Tokhtamysh af den Hvide Hordes, styrker knust af Timuriderne i Slaget ved Vorsklafloden. Det satte en brat stopper for hans kejserlige ambitioner i øst og tvang ham til endnu engang at underkaste sig Vladislavs beskyttelse.

## Polens konge

### Tidlige beslutninger
22. juni 1399 fødte Hedvig en datter, der blev døbt Elisabeth Bonifacia, men både mor og datter døde indenfor en måned, hvilket efterlod Vladislav som enehersker af Kongeriget Polen og uden en arving eller et særlig legitimt krav på kongeriget. Hedvigs død underminerede Vladislavs ret til tronen, og som et resultat begyndte gamle konflikter mellem Lillepolens adel - der generelt var glade for Vladislav - og Storpolens landadel at røre på sig. I 1402 besvarede Vladislav den gryende utilfredshed med hans manglende legitimitet ved at gifte sig med Anna af Celje, en barnebarn af Kasimir 3. af Polen, hvilket igen legitimerede hans styre.
Unionen af Vilnius og Radom i 1401 bekræftede Vytautas' status som storfyrste under Vladislavs overherredømme, samtidig med at den sikrede, at positionen som storfyrste ville gå til Vladislavs arvinger snarere end Vytautas': skulle Vladislav dø uden arvinger, ville de litauiske bojarer skulle vælge en ny monark. Da ingen af de to monarker havde arvinger, var unionens implikationer indtil videre uvisse, om end den knyttede tættere bånd mellem den polske og litauiske adel og skabte en permanent forsvarsalliance mellem de to stater, hvilket styrkede Litauens position overfor Den Tyske Orden i en krig, som Polen ikke officielt deltog i. Unionen efterlod den polske adels rettigheder urørte, men gav mere magt til Litauens bojarer, hvor landets storfyrster ellers indtil da havde været forskånet for den type realpolitiske balancegang, som man oplevede i det polske monarki. Unionen af Vilnius og Radom øgede derfor Vladislavs opbakning blandt den litauiske magtelite.
I slutningen af 1401 udtømte den nye krig mod Ordenen de litauiske ressourcer, og storfyrstendømmet fandt sig selv angrebet på to fronter efter oprør i de østlige provinser, hvor en anden af Vladislavs brødre, den utilfredse Švitrigaila, havde valgt dette tidspunkt til at starte et oprør og erklære sig selv som storfyrste. 31. januar 1402 mødte han op i Marienburg, hvor han vandt Ordenens opbakning efter at have givet den samme slags indrømmelser som Jogaila og Vytautas gav i tidligere rivaliseringer i storfyrstendømmet.

### Mod Den Tyske Orden
Krigen sluttede med Raciąż-traktaten 22. maj 1404. Vladislav gik med til formelt at afgive Samogitien og støtte Ordenens planer om Pskov; til gengæld forpligtede Konrad von Jungingen sig til at sælge det omstridte Dobrzyń Land og byen Złotoryja (der engang var blevet pantsat til Ordenen af Vladislav Opolski) til Polen, og at støtte Vytautas i et genoptaget forsøg på at erobre Novgorod. Begge sider havde praktiske grunde til at underskrive traktaten: Ordenen behøvede tid til at befæste sine nyvundne lande, mens polakkerne og litauerne havde brug for at håndtere territoriale udfordringer i øst og i Slesien.
Samme år indgik Vladislav i forhandlinger med Wenzel 4. af Bøhmen i Vratislav: Wenzel tilbød at tilbagegive Schlesien til Polen, hvis Vladislav til gengæld støttede Wenzel i dennes magtkamp internt i det Tysk-romerske rige. Vladislav afviste, med opbakning fra både den polske og schlesiske adel, tilbuddet, da han ikke ønskede at bebyrde sig selv med nye militære forpligtelser i vest.

### Den store krig med Den Tyske Orden
I december 1408 afholdt Vladislav og Vytautas strategiske forhandlinger i Navahrudak slot, hvor de besluttede sig for at anstifte et samogitisk oprør mod Ordenens kontrol for at trække tyske styrker væk fra Pommerellen. Vladislav lovede at belønne Vytautas for dennes støtte ved at returnere Samogitien til Litauen i en fremtidig fredstraktat. Oprøret, som begyndte i maj 1409, førte til at begynde med ikke til en større reaktion fra Ordenen, som på dette tidspunkt endnu ikke havde konsolideret deres kontrol over Samogitien ved at bygge borge; men i juni havde Ordenens diplomater travlt med at addressere Vladislavs hof i Oborniki, hvor de advarede hans adel mod søge polsk involvering i en fremtidig krig mellem Litauen og Ordenen. Vladislav omgik dog sin adel og informerede Ordenens nye stormester, Ulrich von Jungingen, om, at hvis Ordenen ville undertrykke befolkningen i Samogitien, ville Polen svare igen. Det provokerede Ordenen til at erklære krig mod Polen 6. august. Den modtog Vladislav 14. august i Nowy Korczyn.
Borgene, der bevogtede den nordlige grænse, var i så kraftigt forfald, at Ordenen let erobrede borgene i Złotoryja, Dobrzyń og Bobrowniki, hovedstaden i Dobrzyń Land, mens tyske borgere inviterede dem ind i Bydgoszcz (tysk: Bromberg). Vladislav ankom til kampene i slutningen af september, generobrede Bydgoszcz på en uge og nåede til enighed med Ordenen 8. oktober. I løbet af vinteren forberedte begge hære sig på en større konfrontation. Vladislav installerede et strategisk forsyningsdepot ved Płock i Masovien og fik en pontonbro konstrueret og transporteret nordpå ad Vistulafloden.
I mellemtiden begyndte begge sider diplomatiske angreb: Ordenen udsendte breve til Europas monarker, hvori de argumenterede for hjælp med deres sædvanlige henvisning til deres korstog mod hedningene; Vladislavs modtræk var at sende sine egne breve til monarkerne, hvori han beskyldte Ordenen for at planlægge at erobre hele verden. Begge appeller rekrutterede mange udenlandske riddere til begge sider. Wenzel 4. af Bøhmen indgik en forsvarsalliance med Polen mod Den Tyske Orden; hans bror, Sigismund af Luxemborg, allierede sig med Den Tyske Orden og erklærede krig mod Polen 12. juli, om end hans ungarske vasaler afviste hans kalden til våben.

#### Slaget ved Tannenberg
Da krigshandlingerne blev genoptaget i juni 1410 invaderede Vladislav Ordenens centrale territorier i spidsen for en hær på omkring 20.000 riddere, 15.000 bevæbnede menigmænd og 2.000 professionelle kavalerister, hovedsageligt lejet fra Bøhmen. Efter at have krydset Vistulafloden over den pontonbro, der var konstrueret ved Czerwińsk, mødtes hans styrker med Vytautas, som havde 11.000 mænd i det lette kavaleri, heriblandt litauere, rutenere og tatarer. Den Tyske Ordens hær bestod af omkring 18.000 kavalerister, hovedsageligt tyskere, og 5.000 infanterister. De to hærstyrker stødte endegyldigt sammen 15. juli i Slaget ved Tannenberg, som blev et af Middelalderens største og vildeste slag, og endte med en overvældende sejr til de allierede styrker. Den Tyske Ordens hær blev nærmest tilintetgjort, og de fleste af dens vigtigste hærførere som stormester Ulrich von Jungingen og stormarskal Friedrich von Wallenrode blev dræbt i kamp. Tusinder menes at have mistet livet i slaget.
Efter Slaget ved Tannenberg lå vejen til Ordenens hovedstad Marienburg nu åben, og byen var uden forsvar; men af uvisse grunde tøvede Vladislav med at bruge det til sin fordel. 17. juli begyndte hans hær en langsom fremrykning og ankom først til Marienburg 25. juli tidsnok til, at den nye stormester, Heinrich von Plauen, kunne organisere et forsvar af borgen. Den følgende belejring var halvhjertet og blev ophæver af Vladislav 19. september af grunde, der måske er befæstningens uigennemtrængelighed, de mange sårede litauerne, Vladislavs modvilje mod at risikere større tab eller hans ønske om at holde Ordenen svækket men ubesejret for ikke at forstyrre magtbalancen mellem Polen (som sandsynligvis ville modtage det meste af Ordenens land, hvis den led et totalt nederlag) og Litauen.

### Utilfredshed
Krigen sluttede i 1411 med Freden i Thorn, hvori hverken Polen eller Litauen udnyttede deres forhandlingsfordel til fulde. Det skabte stor utilfredshed blandt den polske adel. Polen genvandt Dobrzyń Land, Litauen genvandt Samogitien og Masovien genvandt et lille territorium bag Wkra-floden. Størstedelen af Den Tyske Ordens territorium med byer, der havde overgivet sig, forblev på Ordenens hænder. Efter freden løslod Vladislav mange højtrangerende ordensriddere og statsmænd for relativt beskedne løsepenge - om end de samlede løsepenge viste sig at dræne en stor del af Ordenens økonomiske ressourcer. Vladislavs manglende udnyttelse af sejren førte til en voksende kritik af hans regime blandt den polske adel, hvilket blev yderligere forstærket af, at man havde tildelt Podolien til Vytautas, på trods af at både Polen og Litauen gjorde krav på området, samt af kongens toårige fravær i Litauen.
For at udmanøvrere sine kritikere forfremmede Vladislav en af de ledende kritikere, biskop Mikołaj Trąba, til ærkebiskop af Gniezno i efteråret 1411 og erstattede ham i Kraków med Wojciech Jastrzębiec, der var en af Vytautas' støtter. Han søgte også efter flere allierede internt i Litauen: I Horodłounionen, underskrevet 2. oktober 1413, erklærede han, at Storfyrstendømmet Litauens status var "bundet til vores kongerige Polen permanent og irreversibelt" og tildelte Litauens katolske adel privilegier, der svarede til den polske szlachtas. Det inkluderede en klausul, der forbød den polske adel at vælge en monark uden den litauiske adels samtykke, og forbød den litauiske adel at vælge en storfyrste uden den polske monarks samtykke.

### Sidste konflikter
I 1414 udbrød en sporadisk ny krig, kendt som "Hungerkrigen", som resultat af Ordenens brændte jords taktik med afbrænding af marker og møller; men både Ordensridderne og litauerne var for udmattede af Den store krig til at ville risikere endnu et stort slag, og kampene ebbede ud i efteråret. Fjendtlighederne blussede først op igen i 1419 under koncilet i Konstanz, hvor de dog blev stoppet efter pavelegatens ønske.
Koncilet i Konstanz viste sig at blive et centralt nyt omdrejningspunkt i Den Tyske Ordens korstog, ligesom det i øvrigt blev det for flere andre europæiske konflikter. Vytautas sendte i 1415 en delegation, heriblandt Kievs metropolit og samogitiske vidner; de ankom til Konstanz ved årets udgang og udtrykte deres ønske om at blive "døbt i vand og ikke i blod". De polske udsendinge, heriblandt Mikołaj Trąba, Zawisza Czarny og Paweł Włodkowic, talte for en afslutning på de tvungne konverteringer af hedninge samt Ordenens aggression mod Litauen og Polen. Det polsk-litauiske diplomati bar frugt, idet koncilet - skønt det blev skandaliseret af Włodkowics tvivlen på deres monastiske stats legitimitet - afviste Ordenens ønske om et yderligere korstog og i stedet gav Polen-Litauen ansvaret for omvendelsen af samogiterne.
Den diplomatiske virkelighed i Konstanz omfattede de bøhmiske hussiters oprør. Dem anså Polen som en allieret i deres krige mod Sigismund, den kommende tysk-romerske kejser og nye konge af Bøhmen. I 1421 erklærede den bøhmiske rigsdag Sigismund for afsat og tilbød formelt kronen til Vladislav, hvis han accepterede de religiøse principper bag de fire Prag-artikler, hvilket han dog ikke ønskede. Efter Vladislavs afvisning blev Vytautas postuleret (valgt in absentia) som bøhmisk konge, men han forsikrede paven om, at han modsatte sig hedningene. Mellem 1422 og 1428 forsøgte Vladislavs nevø, Sigismund Korybut, sig som regent i det krigshærgede Bøhmen, men uden større succes. Vytautas accepterede Sigismunds tilbud om en kongekrone i 1429 — tilsyneladende med Vladislavs velsignelse — men polske styrker hindrede kronen i at nå frem, og kroningen måtte aflyses.
I 1422 udkæmpede Vladislav en ny krig, kendt som Gollubkrigen, mod Den Tyske Orden og besejrede dem på mindre end to måneder, før Ordenens tysk-romerske forstærkninger nåede frem. Den affødte Melno-traktat satte en gang for alle en stopper for Ordenens krav på Samogitien og definerede en permanent grænse mellem Preussen og Litauen. Litauen fik provinsen Samogitien, med havnen i Palanga, men byen Klaipėda forblev Ordenens. Denne grænse forblev urørt i næsten 500 år til 1920. Traktatens vilkår er anset som så dårlige for Polen, at den gjorde en polsk sejr til et nederlag, da Vladislav skulle give afkald på polske krav på Pommern, Pommerellen og Chełmno Land og kun modtog byen Nieszawa til gengæld. Melno-traktaten lukkede et langt kapitel med Ordenens krige mod Litauen, men gjorde ikke meget for at få afsluttet dens stridigheder med Polen, og sporadiske kamphandlinger brød igen ud mellem Polen og Ordenen mellem 1431 og 1435.
Efter Vytautas' død i 1430 udnyttede Ordenen sprækker i samarbejdet mellem Polen og Litauen til at blande sig i Polens anliggender. Vladislav støttede sin Švitrigaila som ny storfyrste af Litauen, men da Švitrigaila, med støtte fra Den Tyske Orden og utilfredse medlemmer af Kijev-adlen , gjorde oprør mod polsk overherredømme i Litauen, besatte polakkerne under biskop Zbigniew Oleśnicki af Krakóws lederskab Podolien, som Vladislav havde tildelt Litauen 1411, og Volhynien. I 1432 valgte en pro-polsk gruppering i Litauen Vytautas' bror Žygimantas som storfyrste, hvilket ført til en væbnet kamp om Litauens arvefølge, som fortsatte på lavt blus i flere år efter Vladislavs død.

### Efterfølger
Vladislavs anden kone, Anna af Celje døde i 1416 og efterlod ham en datter, Hedvig. I 1417 giftede Vladislav sig med Elisabeth af Pilica, som døde barnløs i 1420, og to år senere med Sofia af Halshany, som fødte ham to overlevende sønner. Prinsesse Hedvigs død i 1431 betød, at de sidste arvinger af Piast-afstamning var uddøde og tillod Vladislav at gøre hans sønner med Sofia af Halshany til sine arvinger, omend han blev nødt til at formilde den polske adel med indrømmelser for at sikre deres opbakning, da det polske monarki var et valgmonarki. Vladislav døde i 1434 og efterlod Polen til sin ældste søn, Vladislav 3., og Litauen til sin yngste, Kasimir, der begge var børn. Den litauiske arv kunne dog ikke tages for givet.
Hans død afsluttede personalunionen mellem de to riger, og det var ikke klart, hvad der ville komme i stedet. Polen og Litauen kom til at fortsætte som separate, men tæt forbundne entiteter i 135 år, før Vladislavs oldebarn (og den sidste Jagello), Sigismund 2. August af Polen, skabte Den polsk-litauiske realunion i 1569.